# 黃國榮
黃國榮（Sunny Wong Kwok Wing，1967年11月4日—），男，汉族，香港舞蹈總監及舞蹈家，致力於港台舞蹈界達三十年，現為郭富城、劉德華、陳慧琳、譚詠麟、李克勤等歌手的御用排舞師。2008年開設舞蹈學校Sunny Wong Dance School，2012年改名為Dance Union@Sunny Wong。

## 簡歷
黃國榮於1984年加入TVB舞蹈藝員訓練班，成為TVB舞蹈藝員，同期同學包括郭富城、陳小春、謝天華等。17歲與郭富城一同代表香港到溫哥華參加博覽會演出，同時作為當紅舞蹈員，為各大巨星伴舞。
1989年遇上嚴重交通意外，右腿十字韌帶斷裂，左邊肩膊鎖骨折斷、胸骨和頸骨出現裂痕，花了一年時間進行復健。
1991年離開TVB開始排舞師生涯，第一個合作歌手正是舊同學郭富城，兩人其後合作無間，創造出如《狂野之城》、《鐵幕誘惑》、《唱這歌》等經典舞步。自此之後他得到業界認同，開始成為眾多巨星的排舞師，當中包括劉德華、黎明、張學友、陳慧琳、譚詠麟、李克勤、鄭秀文、楊千嬅、汪明荃、葉倩文、梅艷芳、王菲、林憶蓮、周慧敏和林子祥等。
1997年應邀為龍的光輝回歸大匯演舞蹈編排，1998年擔任新機場開幕禮舞蹈編排、1999年及2009年分別擔任中華人民共和國成立50及60週年慶典的舞蹈編排。此外，黃國榮亦是多屆香港電影金像獎頒獎典禮及香港亞洲流行音樂節的舞蹈總監。
除了香港歌手外，黃國榮亦吸引了不少台灣偶像邀請其進行舞蹈編排，如張惠妹、李玟、王力宏、許慧欣、孫燕姿、梁靜茹和張韶涵等。
2008年，黃國榮創辦Sunny Wong Dance School，為香港舞蹈界培育新一代的舞蹈人材。
2009年創辦兒童舞蹈演藝課程，此課程香港首個以流行舞蹈為主題的兒童舞蹈課程，將其舞蹈教育理念，推向不同年齡層。同年2月16日迎娶名模洪華（Angela Hung），在君悅酒店筵開40席豪華婚禮，並由郭富城擔任證婚人；當晚出席的嘉賓星光熠熠，不少圈中好友到賀。
2012年獲頒「EEA x Capital CEO社會傑出貢獻獎」，表揚他在舞蹈界的貢獻；同年將Sunny Wong Dance School改名為Dance Union@Sunny Wong。
2018年擔任亞洲電視數碼媒體亞洲小姐大會舞蹈總監。
2022年於無綫電視歌唱選秀節目《聲夢JUNIOR》擔任舞蹈顧問兼指導。

## 演出作品

### 電視節目（無綫電視）
| 首播   | 節目名     | 備註           |
| 2022年 | 聲夢JUNIOR | 舞蹈顧問兼指導 |

## 編舞作品
Sunny Wong 部份重要演出作品

### 1990年
- 葉蒨文春風得意演唱會

### 1993年
- 葉蒨文瀟灑走一回演唱會

### 1995年
- 郭富城純美純真演唱會
- 百變梅艷芳演唱會
- 梅艷芳一個美麗的回嚮演唱會

### 1996年
- 郭富城最激演唱會
- 彭羚完全因你演唱會

### 1997年
- 郭富城呼風喚愛演唱會
- 鄭秀文葉倩文談情說愛慈善演唱會
- 鄭秀文Sammi Star Show
- 天馬行空音樂之旅演唱會
- 許冠英'97懷舊棟篤唱演唱會
- 中國國慶日
- 太陽計劃1997-主題曲「十個太陽」
- TVB 龍的光輝回歸大匯演

### 1998年
- Sammi Star Show鄭秀文98馬來西亞, 新加坡, 大西洋城, 加拿大, 洛杉磯, 澳洲演唱會
- 張惠妹妹力四射演唱會
- 四大天后演唱會
- 林子祥葉倩文好氣連場演唱會
- 梅艷芳大西洋城, 洛杉磯演唱會
- 李蕙敏為你化裝迷你演唱會
- 百事郭富城一變傾城演唱會
- 梅艷芳馬來西亞雲頂演唱會
- Heineken Music Festival

### 1999年
- 郭富城西九龍慈善演唱會
- 郭富城美麗的夢想上海演唱會
- 新奇士鄭秀文廣州發熱發亮演唱會
- 鄭秀文Chase Sammi I Concert
- 劉德華Live In Concert 99
- 中華人民共和國成立50週年

### 2000年
- 鄭秀文I Concert(新加坡)
- 鄭秀文I Concert(馬來西亞)
- 百事郭富城Live On Stage演唱會
- 陳慧琳花花宇宙演唱會
- 譚詠麟魅力千禧演唱會
- 劉德華中國巡迴演唱會2000
- 香港電台千禧年
- 百事可樂足球聯賽開幕

### 2001年
- 百事郭富城Live On Stage演唱會 Part 2
- 劉德華夏日Fiesta香港演唱會 [7]
- 劉德華澳洲演唱會

### 2002年
- 郭富城絕對慈善演唱會
- 劉德華pround of you演唱會
- 李克勤情情塔塔演唱會
- 陳慧琳飛天舞會演唱會
- 左麟右李演唱會
- 任賢齊演唱會2002
- 張惠妹2002演唱會
- 中國555拉力汽車展

### 2003年
- 張惠妹Tiger Powerhitz演唱會
- 左麟右李演唱會2003
- 陳慧琳迷你演唱會2003
- 百事可樂郭富城演唱會2003
- 1:99 演唱會
- 上海國際汽車展

### 2004年
- 舒適堡郭富城舞台寶典@舞林大匯演
- 陳慧琳紙醉金迷演唱會
- 左麟右李04開心演唱會
- 任賢齊一齊唱演唱會
- 劉德華 Vision Tour 2004 演唱會
- Cookies 十一團火音樂會
- Channel[v]流行榜中榜

### 2005年
- 舒適堡郭富城舞台寶典@飛越舞林
- 古巨基勁歌金曲演唱會

### 2006年
- Samsung 劉德華最好的聲音Party
- 周慧敏back for love演唱會
- 李克勤得心應手演唱會

### 2007年
- 瑞士尊貴理財郭富城舞林正傳De Show Reel演唱會2007
- 溫拿33好時光演唱會2007
- 汪明荃我係我演唱會
- 你的克勤演奏廳 演唱會
- 古巨基Magic Moments演唱會
- 劉德華Wonderful World 香港演唱會

### 2008年
- Love & Beloved任賢齊演唱會
- 瑞士尊貴理財郭富城舞林正傳De Show Reel演唱會2008 [8]
- 陳慧琳Love Fighter 演唱會
- Air Justin 側田演唱會 [9]
- Adidas上海Fashion Show
- 第廿七屆香港電影金像獎頒獎禮
- 江若琳 Show You MTV 拍攝 [10]
- 側田「未輸」MTV拍攝

### 2009年
- 孫燕姿答案是世界巡迴演唱會
- 左麟右李演唱會2009 [11]
- 古巨基Eye Fever Live 2009
- G.E.M. 18 演唱會 2009
- 新春花車巡遊
- Adidas 上海Fashion Show
- Lee盛誉120周年庆典派对[12]

### 2010年
- 江若琳 MY FIRST SHOW 2010 演唱會 [13]
- 左麟右李廣東巡迴演唱會
- 孫燕姿答案是世界巡迴演唱會﹣香港站
- 張敬軒「軒動心弦」演唱會 2010 [14]
- 任賢齊澳門演唱會
- 李玟 East to West 世界巡迴演唱會 - 台北站 [15]
- FIFA世界盃2010 - 可口可樂深圳宣傳活動
- 張靚穎「旗開得勝」MTV制作
- 聲動2010張韶涵潘朵拉星球世界巡迴演唱會
- 海洋公園十月全城哈囉喂2010電視廣告
- 荃加福祿壽宇宙最長演唱會
- 劉德華Unforgettable香港演唱會2010

### 2011年
- 溫拿38 大躍進演唱會
- 周慧敏DeepV25演唱會
- 香港亞洲流行音樂節2011
- 郭富城舞林正傳世界巡迴演唱會2011
- 劉德華Unforgettable中國巡迴演唱會2011
- 梁靜茹愛的那一頁世界巡迴演唱會
- 郭富城舞臨盛宴世界巡迴演唱會香港站

### 2012年
- 那些年爆笑不離3兄弟演唱會
- 香港亞洲流行音樂節2012
- 第三十一屆香港電影金像獎
- 太極Band of The Town香港演唱會
- 周慧敏Journey of Love 世界巡迴演唱會2012澳門站
- 梁靜茹愛的那一頁世界巡迴演唱會2012
- 王傑巡迴演唱會2012
- 郭富城舞臨盛宴世界巡迴演唱會2012
- 李克勤演奏廳中國巡迴演唱會2012
- 香港小姐競選
- 第19屆廣州美在花城新星大賽
- 2012軒尼斯炫音之樂年度盛宴
- 香港賽馬會浪琴表香港國際賽事
- 第55屆亞太影展
- 汪明荃45美麗娛樂世界演唱會

### 2013年
- 2013台北最High新年城跨年晚會
- 陳慧琳MV<So Hot>[16]
- 李克勤演奏廳中國巡迴演唱會2013
- 香港亞洲流行音樂節2013
- 郭富城舞臨盛宴世界巡迴演唱會安哥篇
- 玫塊凱百變美人季
- 李玫MV<叩叩>
- 開心果永遠欣想妳演唱會
- 2013軒尼詩新點「我亮得起」
- NowTV 10週年Happy Times
- 海洋公園哈囉喂全日祭TVC
- 關楚耀Break Out演唱會2013
- 周慧敏萬千寵愛音樂會
- Always劉德華世界巡迴演唱會2013
- 第二十屆美在花城新星大賽
- Mnet亞洲音樂大獎2013(MAMA)
- 左麟右李十週年演唱會
- 天堂鳥BOP MV <登陸太陽>

### 2014年
- 孫燕姿2014 Kepler克卜勒世界巡迴演唱會
- 小鳳姐走過順逆流，依然金光燦爛2014演唱會
- 左麟右李十週年中國巡迴演唱會
- 李蕙敏Forever Love演唱會2014
- 許冠傑What a Wonderful World演唱會2014
- 成龍飛躍百部電影人生演唱會2014
- NU SKIN大中華區域大會2014
- 澳門威尼斯人七周年星光滙
- 李玟 x 趙增熹「歡樂今宵」慈善演唱會
- 楊千嬅MV 《色惑》
- 演唱會之父榮耀紅館Show
- 溫拿38大躍進演唱會 – 澳門站
- 郭富城舞臨盛宴世界巡迴演唱會2014
- 玫塊凱百變美人季
- 浙江衛視 - 《中國好舞蹈》郭富城舞蹈團隊
- 澳門回歸十五週年慶典
- 溫嵐「舞動嵐圖」世界巡迴演唱會

### 2015年
- 楊千嬅Let's Begin世界巡迴演唱會2015
- 譚詠麟銀河歲月40載演唱會
- 梁靜茹你的名字是愛情世界巡迴演唱會2015
- 英皇娛樂15週年《和華麗有約》MV
- 電影《捉妖記》主題曲《舞底綫》MV
- 香港小姐2015
- 郭富城 – 澳門新濠影滙開幕
- 郭富城《就是孫悟空》MV
- 陳慧琳《Let’s Celebrate》MV
- 陳慧琳Let’s Celebrate! 世界巡迴演唱會

### 2016年
- 溫拿Never Say Goodbye演唱會 2016
- 湖南衛視《我是歌手4》－李玟
- 電影《擺渡人》舞蹈編排
- 徐小鳳演唱會2016
- 陳慧琳Let’s Celebrate! 世界巡迴演唱會
- 郭富城舞林密碼世界巡迴演唱會
- 梁靜茹你的名字是愛情世界巡迴演唱會2016
- 請✓許冠傑演唱會2016世界巡迴
- Fashion Rock 2016 - 李玟
- 天貓雙11狂歡夜 - 李玟

### 2017年
- CoCo李玟18世界巡迴演唱會
- 楊千嬅三二一GO！演唱會

### 2018年
- 友邦保險呈獻 楊千嬅三二一GO！演唱會
- 胡琳shining moment演唱會2018
- 郭富城舞林密碼世界巡迴演唱會2018
- 胡楓86破哂紀錄演唱會2018
- 譚詠麟銀河歲月40載世界巡迴演唱會

### 2019年
- My Beautiful Live楊千嬅世界巡迴演唱會
- 郭富城舞林密碼世界巡迴演唱會2019
- 郭富城舞臨盛宴夢幻距離世界巡迴演唱會 澳門站2.0
- 香港同胞慶祝中華人民共和國成立七十周年文藝晚會

### 2020年
- 郭富城《鼓舞・動起來》網上慈善演唱會2020 Aaron Kwok Cheer Up & Dance Online Charity Concert 2020[17]
- 郭富城舞林密碼世界巡迴演唱會2020
- 香港小姐2020

### 2021年
- 香港小姐2021
- 郭富城 《2021美麗的夜香港跨年演唱會》

### 2023年
- 楊千嬅MY TREE OF LIVE世界巡迴演唱會

## 外部連結
- 黃國榮的新浪微博
- 一分鐘認識 Sunny Wong 黃國榮 （页面存档备份，存于）
- （页面存档备份，存于） [Johnnie Walker Hong Kong] Walk With Sunny Wong
- Watt' up - Fanny x Sunny Wong by WATT.ASIA [永久]
- （页面存档备份，存于） Sunny Wong 舞蹈學校開幕典禮
- （页面存档备份，存于） 城城御用排舞師結婚
- （页面存档备份，存于） 斗零踭孕婦Kelly ：唔係驚到行路都跌死
- （页面存档备份，存于） 海洋公園哈囉喂 2010 廣告製作花絮 (10 年來最強製作) Ocean Park Halloween Bash 2010
- 星級舞蹈藝員培訓課程
- 兒童舞蹈演藝課程